# لوئیز میگوئل سانچز سرو
لوئیز میگوئل سانچز سرو (انگلیسی: Luis Miguel Sánchez Cerro؛ ۱۲ اوت ۱۸۸۹ – ۳۰ آوریل ۱۹۳۳) یک سیاست‌مدار اهل پرو و از اوت ۱۹۳۰ تا مارس ۱۹۳۱ و دوباره از دسامبر ۱۹۳۱ تا آوریل ۱۹۳۳ رئیس‌جمهور این کشور بود.

## اوایل زندگی
لوئیس میگل سانچز سرو در ۱۲ اوت ۱۸۸۹ در پیورا از آنتونیو سانچز و رزا سرو متولد شد. او که از تبار مستیزو بود، ظاهراً از طریق اجداد ماداگاسکاری که در پیورا به بردگی گرفته شده بودند، تبار آفریقایی نیز داشت. 

## اوایل کار
لوئیس میگل سانچز در سال ۱۹۱۴، هنگامی که لوله تفنگ مسلسل را (با دست خالی) گرفت و آن را علیه نیروهای دولتی در جریان سرنگونی رئیس جمهور گیلرمو بیلینگهرست به کار گرفت، از پنج ناحیه زخمی شد و سه انگشت دست چپ خود را از دست داد .
در سال ۱۹۲۱، او دوباره در لیما، در تلاشی ناموفق برای سرنگونی رئیس جمهور لگویا، مورد اصابت گلوله قرار گرفت و مجروح شد. در طول تبعیدش به خارج از کشور، در لژیون خارجی اسپانیا در مراکش خدمت کرد و در آنجا زخمی شد. او در سال ۱۹۲۴ در وزارت جنگ مشغول به کار شد. او همچنین در سال ۱۹۲۵ در ارتش سلطنتی ایتالیا خدمت کرد و در سال ۱۹۲۶ در فرانسه تحصیلات نظامی پیشرفته را گذراند.
او در سال ۱۹۲۸ توسط رئیس جمهور لگویا اجازه بازگشت یافت. 

## رئیس شورای نظامی (۱۹۳۰-۱۹۳۱)
نوشتار اصلی: کودتای 1930 پرو
در سال ۱۹۳۱، سانچز به عنوان رئیس شورای نظامی، نشان خورشید پرو را به شاهزاده ادوارد هشتم ولز اعطا کرد و شاهزاده و همراهانش را در سفر بازگشت به بریتانیا همراهی کرد . سانچز در عوض صلیب بزرگ نشان امپراتوری بریتانیا را دریافت کرد.
پس از شش ماه خدمت، افسران برجسته نیروی دریایی پرو با سرهنگ سانچز گفتگو کردند و به او گفتند که تنها یک هنگ در لیما به رژیم او وفادار مانده است. در نتیجه این، سانچز استعفا داد و اظهار داشت که "فقط می‌خواهد کشورش را نجات دهد" و "هیچ جاه‌طلبی سیاسی ندارد". او متعاقباً به تبعید رفت و قول داد که بعداً برای شرکت در انتخابات بازگردد. 
سپس نیروی دریایی در ۱ مارس ۱۹۳۱، رئیس دادگاه عالی پرو ، ریکاردو لئونسیو الیاس، را به عنوان رئیس جمهور جدید جمهوری انتخاب کرد.

## رئیس جمهور پرو (۱۹۳۱-۱۹۳۳)
پس از استعفای سانچز، پرو دچار بی‌ثباتی سیاسی و مشکلات اقتصادی شد.  سانچز در 7 ژوئیه 1931 به پرو بازگشت تا در انتخابات عمومی پرو در سال 1931 نامزد شود . 
در اکتبر ۱۹۳۱، شورای نظامی اجازه برگزاری انتخابات ملی را داد . لوئیس سانچز اجازه شرکت در انتخابات را یافت و با اکثریت ۱۹۷۴۵ رأی، به عنوان نامزد اتحادیه انقلابی که خود تأسیس کرده بود، در انتخابات پیروز شد. رئیس جمهور لوئیس ام. سانچز در کاخ دولت پرو به عنوان چهل و پنجمین رئیس جمهور پرو سوگند یاد کرد . با این حال، نتایج توسط حزب اصلی مخالف، آپرا ، مورد اعتراض قرار گرفت .
سانچز پس از ریاست جمهوری، دشمنان فرضی خود را در نهادهای کلیدی، از جمله ارتش، خدمات کشوری، اتحادیه‌ها و مجلس قانونگذاری، هدف قرار داد. 
در مارس ۱۹۳۲، هنگامی که او از کلیسای سوسیالیستی لیما در میرافلورس خارج می‌شد، فردی ناشناس - که بعداً به نام خوزه ملگار شناسایی شد - قصد ترور او را داشت. ملگار سعی کرد به سینه رئیس‌جمهور شلیک کند، اما تیرش به هدف نخورد. خود رئیس‌جمهور مسلح بود و تقریباً به مهاجم شلیک کرد، اما پس از دستگیری مرد توسط محافظانش، مانع از انجام این کار شد.
چند روز بعد، رئیس جمهور حکم اعدام خوزه ملگار را به بیست و پنج سال زندان تخفیف داد. او ادعا کرد که «اعمال او کاملاً شخصی بوده است». قاتل ادعا کرد که اعمال او «انگیزه سیاسی» نداشته است.
در ژوئن ۱۹۳۲، شورش دیگری علیه رئیس جمهور سانچز در هواراز رخ داد . رئیس جمهور هم کالج ملی و هم دانشگاه ملی را به عنوان «کانون‌های انقلاب» تعطیل کرد و برای سرکوب شورش‌های بیشتر، درخواست کمک داوطلبانه برای خرید سه اسکادران هواپیمای بمب‌افکن کرد.

## درگیری با کلمبیا
نوشتار اصلی: حادثه لتیسیا
در سپتامبر ۱۹۳۲، گروهی از غیرنظامیان و نظامیان پرویی که لباس غیرنظامی پوشیده بودند، حمله‌ای خصوصی ترتیب دادند و شهر لتیسیا در کلمبیا را تصرف کردند . آنها سپس مقامات کلمبیایی شهر را اخراج کردند و خواستار حمایت دولت پرو شدند. موج میهن‌پرستی چنان شدید بود که سانچز نتوانست در برابر آن مقاومت کند.
طبق پیمان سالومان-لوزانو در سال ۱۹۲۲، پرو «کریدور آمازون» را که لتیسیا در نوک آن قرار دارد، به کلمبیا واگذار کرد. با این حال، این پیمان تا پایان دیکتاتوری آگوستو ب. لگویا مخفی نگه داشته شد و توسط مقامات جدید تحت رهبری سانچز باطل و نابرابر تلقی شد .
تا پایان سپتامبر ۱۹۳۲، کلمبیا و پرو هر دو در حال بسیج نیرو، پول و مهمات بودند. در فوریه ۱۹۳۳، حداقل سه هزار سرباز کلمبیایی با توپخانه و مسلسل در پشت رودخانه پوتومایو مستقر شدند و تقریباً با نیروهای نظامی پرو روبرو شدند. در مدرسه هوانوردی نظامی پرو در نزدیکی لیما، رئیس جمهور سانچز با رضایت از ناوگان کاملاً جدیدی از هواپیماهای جنگی داگلاس که تازه از ایالات متحده رسیده بودند، بازدید کرد .
شورای جامعه ملل تلگراف مهمی به لیما ارسال کرد که در آن به پرو دستور داده شده بود «از هرگونه مداخله با زور در خاک کلمبیا خودداری کند و ... مانع اعمال حاکمیت و صلاحیت کامل مقامات کلمبیایی در سرزمینی که طبق معاهده‌ای متعلق به کلمبیا شناخته شده است، نشود».

## ترور
در ۳۰ آوریل ۱۹۳۳، در حالی که در پیست اسب‌دوانی سانتا بئاتریس در لیما بود، رئیس جمهور سانچز تازه بررسی بیست هزار سرباز جوان برای جنگ اعلام نشده پرو با کلمبیا را به پایان رسانده بود که آبلاردو دِ مندوزا ، عضو حزب سرکوب‌شده آپرا ، با شلیک گلوله به قلبش او را از پا درآورد.
پارلمان در ادامه ژنرال اسکار آر. بناویدس را به عنوان رئیس جمهور موقت به جای سانچز انتخاب کرد. بناویدس پیش از این در سال ۱۹۱۴ یک دوره به عنوان رئیس جمهور موقت خدمت کرده بود.